# أبو رويلة المعداني
أبو رويلة بن مسعود المعداني (مواليد مصراتة عام 1880 م، توفي بها عام 1942 م)، شاعر وزعيم ليبي ساهم في مقاومة الاحتلال الإيطالي لبلاده، تولى مشيخة المعدان خلفًا لأخيه الشيخ علي، والده الشيخ محمد بن عبد السيد بن مسعود المعداني شيخ قبيلة المعدان.

## نسبه ونشأته
هو محمد بن محمد بن عبد السيد بن مسعود بن سلامة بن الحاج مسعود بن عامر المعداني من قبائل المعدان، وهم بنو معدان بن فليته بن قاص بن سالم بن رافع بن ذباب بن ربيعة بن زعب الأكبر بن مالك بن خفاف بن إمرئ القيس بن بهثة بن سليم بن منصور.
ويرجع سبب تسميته لأنه أثناء صغره ارتحلت قبيلته كعادتها إلى منطقة سرت، وحطت عائلته بالقرب من ضريح رجل يعتبره السكان من الأولياء الصالحين يدعى أبو رويلة الفرجاني (30كم غرب سرت), وكان اسم أبورويلة آنذاك محمداً فتراءى الولي لوالدته السيدة (شرّافة) في المنام وطلب منها تلقيبه باسمه، وعلى عادة البدو في إكبار الأولياء، وعلى عادتهم أيضا في انتشار الألقاب الخشنة بينهم، حمل الفتي من يومها اسم أبورويلة.
نشأ الشيخ أبا رويلة على حب وطنه ليبيا، وحب دينه الإسلامي، فقد ترجم الشيخ أبورويلة بن مسعود المعداني حب وطنه في مقاومته للإيطاليين المغتصبين لليبيا، وكذلك قام الشيخ أبو رويلة بإستدعاء حفظة القرآن الكريم لتدريس الأطفال الليبيين على القرآن الكريم، ففتح مدرسة لتدريس القرآن وعمل للمشائخ مرتبات مقابل جهودهم في تعليم القرآن الكريم وكتشجيع لهم.
كان لأزواجه نعم الزوج، وكان عطوفا علي أبنائه وبناته ورحيما بهم، كان له خيل عربية أصيلة، فكان يعلم أبنائه ركوب الخيل. وكان يعلم أولاده العادات العربية الأصيلة، فكان نعم المربي لأبنائه.
أحب الخيل العربية الأصيلة فقد كان فارسا، له فرس جميلة يسميها الربدة وكان دائم التجوال بها.
نظرا لأن الشيخ أبي رويلة كان رجلا مقتدرا ماليا فقد دعم المجاهدين بالمال والعتاد، كانت له أبل كثيرة إتخدها الناس كمضرب للأمثال في الكثرة وكيفية الاعتناء بهذا الحيوان الذي له صلة وثيقة بالإنسان العربي، فيقال «فلان له إبل ومعتني بها كاعتناء أبورويلة بإبله».
كان شديد العطف علي الفقراء والمساكين فكان كثير التصدق من ماله علي الفقراء والمحتاجين.
كان لأبورويلة علاقات جيدة مع آل المنتصر في مدينة مصراته «{عائلة ذات نفود قوي في عهد الاتراك والإيطاليين والعهد الملكي في ليبيا}» فكان يكن لهم الاحترام ويكنون له احتراما شديدا، كان لأبي رويلة علاقة ممتازة مع عائلة سيف النصر في فزان، وكانت له علاقة جيدة مع الرجل القوي في مصراته في ذلك الوقت ألا وهو رمضان السويحلي الذي يعرف بحدته وحزمه في التعامل مع من يختلف معه، وكان لأبي رويلة علاقات جيدة مع الوجهاء في المنطقة الغربية من ليبيا فبهذه العلاقات كان أبو رويلة كالدبلوماسي الذي يوافق بين الكل، فعند حدوث أي سوء فهم كان أبو رويلة يتدخل فيحترم رأيه ويقرب وجهات النظر بين الناس.
كان همه تجميع القوي الوطنية وتوحيدها لإجلاء المحتل عن ليبيا.

## أسرته
هو رابع إخوته الذكور وأصغرهم، نشأ في بادية قبيلته معدان المتنقلة من مصراتة وحتى سرت، وإخوته سعد، وعلي، وسالم، وله أخت واحدة هي عَنَدْ بنت محمد.
تزوج الشيح أبورويلة المعداني من ثلاث زوجات وأنجب منهن ثمانية أولاد وخمس بنات أولاهن السيدة فاطمة بنت عياش، وأنجب منها الشايب وعلي وغيث وبنات هن صعيبة ومغلية ونجمة، وزوجته الثانية هي مريم الفرجاني أنجب منها محمد وسليمان، والثالثة عائشة بنت أحمد الهمالي وأنجب منها محمود وسعد وسلامة وابنتين هما مريم والجازية.

## وفاته
في أثناء الحرب العالمية الثانية تحولت مناطق الساحل الليبي إلى ساحة بارزة من ساحات هذه الحرب ما بين دول الحلفاء ودول المحور، وفي إحدى غارات الإنجليز على مدينة مصراتة يوم 3 شوال 1361 هـ، صادف تواجد الشيخ بورويلة بسوق مصراتة قادمًا من بادية قبيلته لشراء ضرورياتهم، فأصيب الشيخ أبورويلة المعداني بشظايا قنبلة توفي على إثر ذلك، ويعدّه الليبيون من أبرز الشهداء الذين قضوا في فترة الاستعمار.
كان موته حدثا مدويا، كان يوم حزين في ليبيا ولكل من عرفه أو سمع به نظرا لفقدان زعيم وطني ورجل شهم كريم وأحد عظماء ورجال ليبيا الوطنيين الاوفياء لبلدهم.

## شعره
يعتبر من كبار الشعراء الليبيين الذين لا زالت قصائدهم تتناقلها المجالس.
كان في شعره يدعو للجهاد ضد الإيطاليين، ويتغني بحب تراب ليبيا في إشعاره، فله قصيدة علي وادي سوف الجين يقول في مطلعها:
تعال خبر يا سوف الجين علي
القدمين عرب كانت تعرفهم وين
تعال خبر وإحكي بالحق
علي اللي ريته قبل وزال
اليوم خالي ما فيك رشق
و طاريلك ما طاري لتلال
الي آخر القصيدة.
و كانت مناسبة هذه القصيدة أن الشيخ أبورويلة المعداني كان يحب وادي سوف الجين.
و كما تغني بوديان أخرى في ليبيا مثل وادي المردوم في قصيدة من قصائده الشعرية الجميلة فيقول:
ماتقول ريت يا مردوم
نواجع ملت البلاد عرض وطول
و حارب أبورويلة المعداني في شعره بعض ضعاف النفوس من الليبيين الذين أخدوا أو وافقوا المحتل عندما عرض عليهم الجنسية الإيطالية فوصف الشاعر المجاهد أبورويلة أخد الجنسية الإيطالية بالكفر والردة عن دين الإسلام وخيانة للوطن فقال في قصيدة مطلعها:
مبروك عليكم ما درتوا
بعد اخترتو خالفتوا الأديان كفرتوا
فتناقلت الناس ما قال أبورويلة المعداني مما أدي الي عدول أناس كثر عن أخد الجنسية، فكان الشيخ أبورويلة موقضا للضمائرالضعيفة.
وله قصيدة علي أحوال البلد السيئة التي وقعت تحت احتلال إيطاليا الفاشيستية حيث يصف أحوال البلد والهموم التي في قلبه بسبب هذا الاحتلال في قصيدة له مطلعها:
عليك وقت متعاكس غلب هندازه
و كل قلب واخد من القلوب مزازة
و في قصيدة أخرى مطالعها:
أحوال إبكن
أحوال علي اليمين
و علي اليسار إتكن
و الي يومنا هذا الليبيون يتناقلون أشعاره لما فيها من حكم وشهامة وحب لوطنهم ليبيا ودينهم الإسلام.
له قصائد كثيرة جمعت في ديوان شعري وألف حوله كتاب يسمي «شاعر ومواقف».

## مقالات ذات صلة
- عمر المختار
- رمضان السويحلي
- سعدون السويحلي
- الفضيل بوعمر